# Älvdalen
Älvdalen (PRONÚNCIA APROXIMADA élv-dalen) é uma pequena cidade sueca da província histórica de Dalarna (Dalecárlia), localizada na margem esquerda do rio Österdalälven. Tem cerca de 1 880 habitantes, e é sede da comuna de Älvdalen, pertencente ao condado de Dalarna. 
Em Älvdalen é falado o dalecarliano, um dialeto muito arcaico e distante da língua sueca.

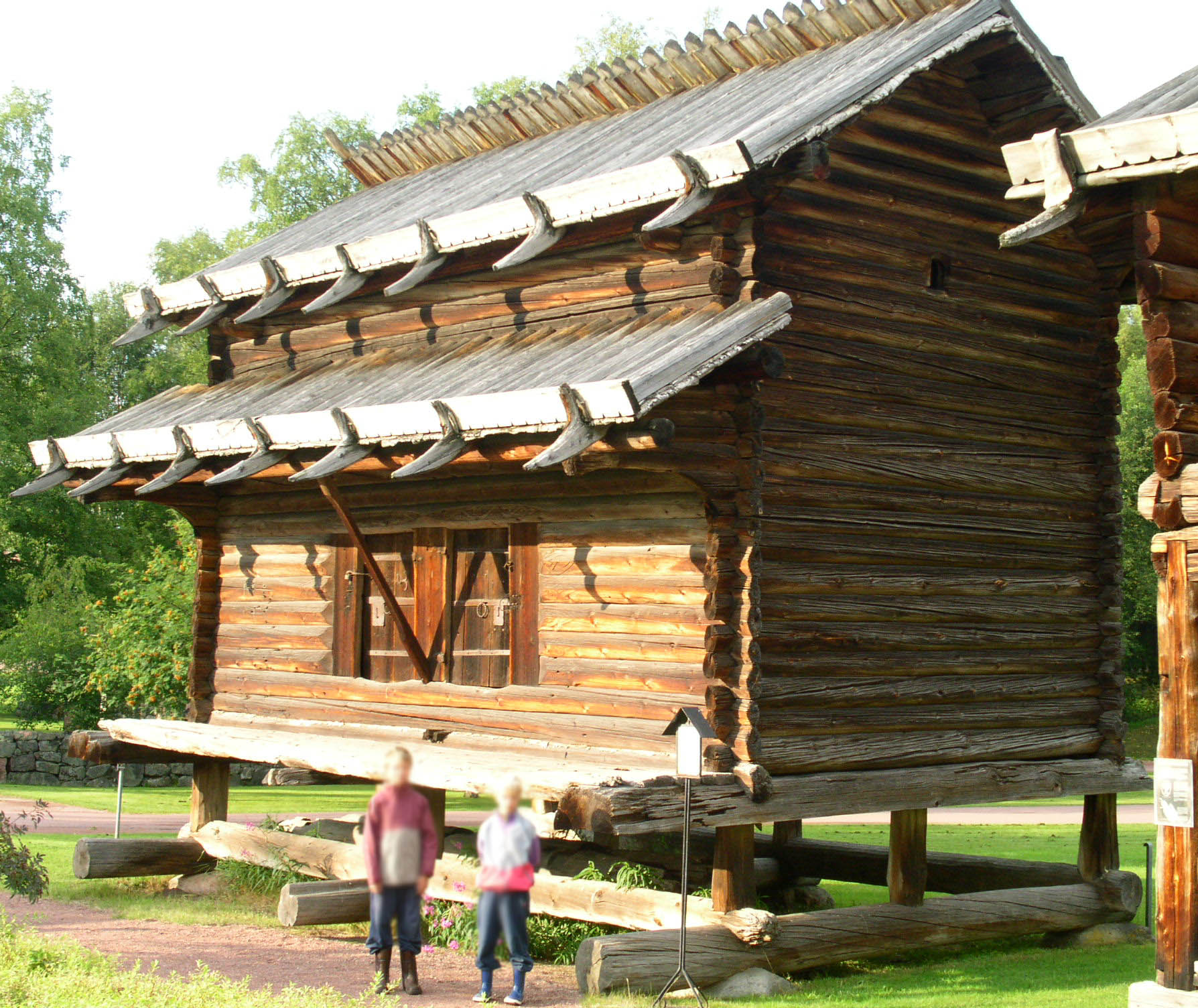
Kyrkhärbret - a casa de madeira mais antiga da Suécia
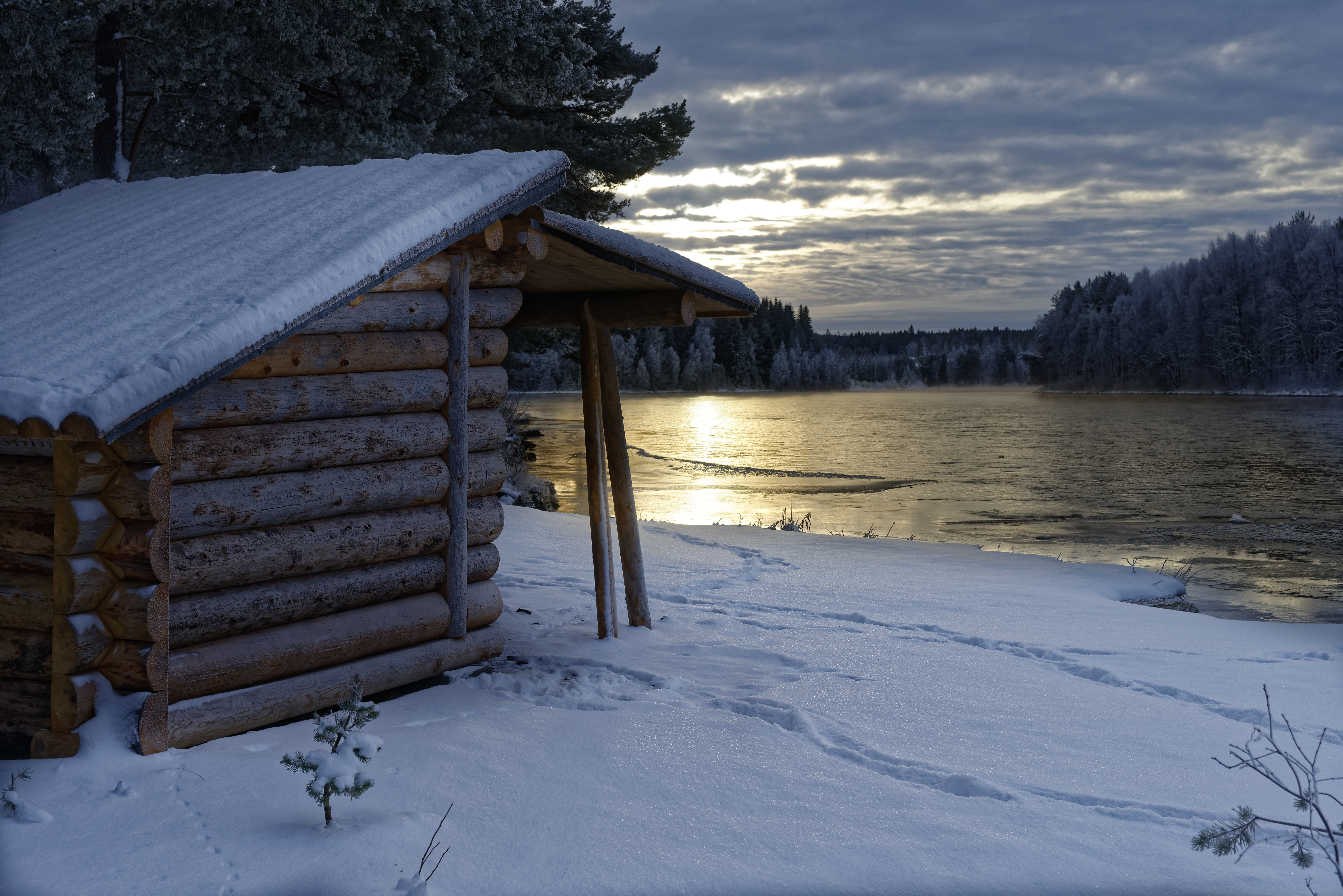
Parque de campismo junto ao rio Österdalälven